# Blijven slapen (lied)
Blijven slapen is een nummer van de Nederlandse rapper Snelle en Nederlandse zangeres Maan. Het nummer kwam binnen op de negende plek in de Nederlandse Top 40 en op de tweede plek van de Nederlandse Single Top 100. In juni 2021 behaalde het nummer de platina-status.
Het nummer is onderdeel van Snelle zijn in 2021 uitgebrachte album Lars en het in 2022 uitgebrachte album Leven van Maan. In april 2021 wonnen Snelle en Maan dankzij dit nummer de 3FM Award in de categorie Beste samenwerking. In januari 2022 wonnen ze tevens een Top 40 Award in de categorie Grootste hit 2021. In april 2022 wonnen ze met het nummer een Edison in de categorie Beste single.

## Videoclip
De videoclip gaat over een date, waarin Maan en Snelle de hoofdrol spelen. Naast hen zijn tevens verschillende dansers te zien. In een van de laatste scenes verschijnt Chantal Janzen in een bed op een strand die zich bij het dansende gezelschap voegt, dit als referentie naar het RTL 4-programma Chantal blijft slapen wat Janzen jaren presenteerde.

## Hitnoteringen

### Nederlandse Top 40
| Hitnotering: 06-03-2021 t/m 24-07-2021 | Hitnotering: 06-03-2021 t/m 24-07-2021 | Hitnotering: 06-03-2021 t/m 24-07-2021 | Hitnotering: 06-03-2021 t/m 24-07-2021 | Hitnotering: 06-03-2021 t/m 24-07-2021 | Hitnotering: 06-03-2021 t/m 24-07-2021 | Hitnotering: 06-03-2021 t/m 24-07-2021 | Hitnotering: 06-03-2021 t/m 24-07-2021 | Hitnotering: 06-03-2021 t/m 24-07-2021 | Hitnotering: 06-03-2021 t/m 24-07-2021 | Hitnotering: 06-03-2021 t/m 24-07-2021 | Hitnotering: 06-03-2021 t/m 24-07-2021 | Hitnotering: 06-03-2021 t/m 24-07-2021 | Hitnotering: 06-03-2021 t/m 24-07-2021 | Hitnotering: 06-03-2021 t/m 24-07-2021 | Hitnotering: 06-03-2021 t/m 24-07-2021 | Hitnotering: 06-03-2021 t/m 24-07-2021 | Hitnotering: 06-03-2021 t/m 24-07-2021 | Hitnotering: 06-03-2021 t/m 24-07-2021 | Hitnotering: 06-03-2021 t/m 24-07-2021 | Hitnotering: 06-03-2021 t/m 24-07-2021 | Hitnotering: 06-03-2021 t/m 24-07-2021 | Hitnotering: 06-03-2021 t/m 24-07-2021 |
| Week:                                  | 1                                      | 2                                      | 3                                      | 4                                      | 5                                      | 6                                      | 7                                      | 8                                      | 9                                      | 10                                     | 11                                     | 12                                     | 13                                     | 14                                     | 15                                     | 16                                     | 17                                     | 18                                     | 19                                     | 20                                     | 21                                     |                                        |
| -------------------------------------- | -------------------------------------- | -------------------------------------- | -------------------------------------- | -------------------------------------- | -------------------------------------- | -------------------------------------- | -------------------------------------- | -------------------------------------- | -------------------------------------- | -------------------------------------- | -------------------------------------- | -------------------------------------- | -------------------------------------- | -------------------------------------- | -------------------------------------- | -------------------------------------- | -------------------------------------- | -------------------------------------- | -------------------------------------- | -------------------------------------- | -------------------------------------- | -------------------------------------- |
| Positie:                               | 9                                      | 3                                      | 2                                      | 1                                      | 1                                      | 1                                      | 1                                      | 1                                      | 1                                      | 1                                      | 1                                      | 1                                      | 1                                      | 2                                      | 4                                      | 9                                      | 15                                     | 21                                     | 30                                     | 36                                     | 40                                     | uit                                    |

### NederlandseSingle Top 100
| Hitnotering: 06-03-2021 t/m 14-05-2022 | Hitnotering: 06-03-2021 t/m 14-05-2022 | Hitnotering: 06-03-2021 t/m 14-05-2022 | Hitnotering: 06-03-2021 t/m 14-05-2022 | Hitnotering: 06-03-2021 t/m 14-05-2022 | Hitnotering: 06-03-2021 t/m 14-05-2022 | Hitnotering: 06-03-2021 t/m 14-05-2022 | Hitnotering: 06-03-2021 t/m 14-05-2022 | Hitnotering: 06-03-2021 t/m 14-05-2022 | Hitnotering: 06-03-2021 t/m 14-05-2022 | Hitnotering: 06-03-2021 t/m 14-05-2022 | Hitnotering: 06-03-2021 t/m 14-05-2022 | Hitnotering: 06-03-2021 t/m 14-05-2022 | Hitnotering: 06-03-2021 t/m 14-05-2022 | Hitnotering: 06-03-2021 t/m 14-05-2022 | Hitnotering: 06-03-2021 t/m 14-05-2022 | Hitnotering: 06-03-2021 t/m 14-05-2022 | Hitnotering: 06-03-2021 t/m 14-05-2022 | Hitnotering: 06-03-2021 t/m 14-05-2022 | Hitnotering: 06-03-2021 t/m 14-05-2022 | Hitnotering: 06-03-2021 t/m 14-05-2022 |
| Week:                                  | 1                                      | 2                                      | 3                                      | 4                                      | 5                                      | 6                                      | 7                                      | 8                                      | 9                                      | 10                                     | 11                                     | 12                                     | 13                                     | 14                                     | 15                                     | 16                                     | 17                                     | 18                                     | 19                                     | 20                                     |
| -------------------------------------- | -------------------------------------- | -------------------------------------- | -------------------------------------- | -------------------------------------- | -------------------------------------- | -------------------------------------- | -------------------------------------- | -------------------------------------- | -------------------------------------- | -------------------------------------- | -------------------------------------- | -------------------------------------- | -------------------------------------- | -------------------------------------- | -------------------------------------- | -------------------------------------- | -------------------------------------- | -------------------------------------- | -------------------------------------- | -------------------------------------- |
| Positie:                               | 2                                      | 2                                      | 2                                      | 2                                      | 3                                      | 2                                      | 3                                      | 2                                      | 1                                      | 1                                      | 1                                      | 2                                      | 5                                      | 3                                      | 3                                      | 2                                      | 6                                      | 10                                     | 10                                     | 12                                     |
| Week:                                  | 21                                     | 22                                     | 23                                     | 24                                     | 25                                     | 26                                     | 27                                     | 28                                     | 29                                     | 30                                     | 31                                     | 32                                     | 33                                     | 34                                     | 35                                     | 36                                     | 37                                     | 38                                     | 39                                     | 40                                     |
| Positie:                               | 17                                     | 14                                     | 21                                     | 30                                     | 28                                     | 31                                     | 41                                     | 60                                     | 62                                     | 59                                     | 61                                     | 69                                     | 69                                     | 70                                     | 64                                     | 67                                     | 72                                     | 76                                     | 79                                     | 81                                     |
| Week:                                  | 41                                     | 42                                     | 43                                     | 44                                     | 45                                     | 46                                     | 47                                     | 48                                     | 49                                     | 50                                     | 51                                     | 52                                     | 53                                     | 54                                     | 55                                     | 56                                     | 57                                     | 58                                     | 59                                     | 60                                     |
| Positie:                               | 51                                     | 68                                     | 70                                     | 85                                     | 32                                     | 46                                     | 51                                     | 57                                     | 65                                     | 69                                     | 79                                     | 79                                     | 84                                     | 89                                     | 93                                     | 86                                     | 92                                     | 89                                     | 95                                     | 91                                     |
| Week:                                  | 61                                     | 62                                     | 63                                     |                                        |                                        |                                        |                                        |                                        |                                        |                                        |                                        |                                        |                                        |                                        |                                        |                                        |                                        |                                        |                                        |                                        |
| Positie:                               | 80                                     | 80                                     | 94                                     | uit                                    |                                        |                                        |                                        |                                        |                                        |                                        |                                        |                                        |                                        |                                        |                                        |                                        |                                        |                                        |                                        |                                        |

### VlaamseUltratop 50
| Hitnotering: 13-03-2021 t/m 24-07-2021 | Hitnotering: 13-03-2021 t/m 24-07-2021 | Hitnotering: 13-03-2021 t/m 24-07-2021 | Hitnotering: 13-03-2021 t/m 24-07-2021 | Hitnotering: 13-03-2021 t/m 24-07-2021 | Hitnotering: 13-03-2021 t/m 24-07-2021 | Hitnotering: 13-03-2021 t/m 24-07-2021 | Hitnotering: 13-03-2021 t/m 24-07-2021 | Hitnotering: 13-03-2021 t/m 24-07-2021 | Hitnotering: 13-03-2021 t/m 24-07-2021 | Hitnotering: 13-03-2021 t/m 24-07-2021 | Hitnotering: 13-03-2021 t/m 24-07-2021 | Hitnotering: 13-03-2021 t/m 24-07-2021 | Hitnotering: 13-03-2021 t/m 24-07-2021 | Hitnotering: 13-03-2021 t/m 24-07-2021 | Hitnotering: 13-03-2021 t/m 24-07-2021 | Hitnotering: 13-03-2021 t/m 24-07-2021 | Hitnotering: 13-03-2021 t/m 24-07-2021 | Hitnotering: 13-03-2021 t/m 24-07-2021 | Hitnotering: 13-03-2021 t/m 24-07-2021 | Hitnotering: 13-03-2021 t/m 24-07-2021 | Hitnotering: 13-03-2021 t/m 24-07-2021 |
| Week:                                  | 1                                      | 2                                      | 3                                      | 4                                      | 5                                      | 6                                      | 7                                      | 8                                      | 9                                      | 10                                     | 11                                     | 12                                     | 13                                     | 14                                     | 15                                     | 16                                     | 17                                     | 18                                     | 19                                     | 20                                     |                                        |
| -------------------------------------- | -------------------------------------- | -------------------------------------- | -------------------------------------- | -------------------------------------- | -------------------------------------- | -------------------------------------- | -------------------------------------- | -------------------------------------- | -------------------------------------- | -------------------------------------- | -------------------------------------- | -------------------------------------- | -------------------------------------- | -------------------------------------- | -------------------------------------- | -------------------------------------- | -------------------------------------- | -------------------------------------- | -------------------------------------- | -------------------------------------- | -------------------------------------- |
| Positie:                               | 31                                     | 31                                     | 25                                     | 17                                     | 19                                     | 16                                     | 17                                     | 10                                     | 14                                     | 15                                     | 13                                     | 12                                     | 17                                     | 13                                     | 16                                     | 22                                     | 38                                     | 40                                     | 42                                     | 45                                     | uit                                    |

### NPO Radio 2 Top 2000
Zorg dat je dit sjabloon alleen aanroept op een pagina gekoppeld aan Wikidata, of geef zelf een Wikidata-ID mee (zie uitleg).